# Freddy auf hoher See, Folge 2
Freddy auf hoher See, Folge 2 ist das 18. Studioalbum des österreichischen Schlagersängers Freddy Quinn, das 1969 im Musiklabel Polydor (Nummer 249 350) erschien. Es konnte sich nicht in den deutschen Albumcharts platzieren. Singleauskopplungen wurden keine produziert.

## Titelliste
Das Album beinhaltet folgende zwölf Titel:
- Seite 1

1. Nimm mich mit, Kapitän, auf die Reise (im Original von Will Höhne, 1950[3])
2. Kleine weiße Möwe (im Original von Will Höhne, 1950[4])
3. Kari Waits For Me (im Original von der Besatzung des Segelschulschiffs S/S Christian Radich, 1958[5])
4. Das Herz von St. Pauli (im Original von Hans Albers, Hansjörg Felmy und Jürgen Wilke, 1957[6])
5. Seemannslos (im Original als Asleep in the Deep von Arthur Pryor mit Sousa’s Band, 1900[7])
6. Auf der Reeperbahn nachts um halb eins (im Original von Walter Jankuhn, 1911[8])

- Seite 2

1. Seemann, deine Heimat ist das Meer (im Original als Seemann … (Deine Heimat ist das Meer) von Lolita, 1960[9])
2. In Hamburg
3. Auf einem Seemannsgrab (im Original von Carl Ulrich Blecher und Heinz Sommer geschrieben[10])
4. O, Signorina (im Original als O Signorina – O Signore! von Peter Schütte, 1952[11])
5. Am Golf von Biskaya (im Original als Fahr mich in die Ferne, mein blonder Matrose von Die Dominos sowie Egon Kaiser & sein Orchester, 1960er-Jahre[12])
6. Das kann doch einen Seemann nicht erschüttern (im Original von Heinz Rühmann, Josef Sieber und Hans Brausewetter, 1939[13])